# Mystaria
Mystaria es un género africano de arañas cangrejo de la familia Thomisidae.

## Especies
- Mystaria budongo Lewis & Dippenaar-Schoeman, 2014
- Mystaria decorata (Lessert, 1919)
- Mystaria flavoguttata (Lawrence, 1952)
- Mystaria irmatrix Lewis & Dippenaar-Schoeman, 2014
- Mystaria lata (Lawrence, 1927)
- Mystaria lindaicapensis Lewis & Dippenaar-Schoeman, 2014
- Mystaria mnyama Lewis & Dippenaar-Schoeman, 2014
- Mystaria occidentalis (Millot, 1942)
- Mystaria oreadae Lewis & Dippenaar-Schoeman, 2014
- Mystaria rufolimbata Simon, 1895
- Mystaria savannensis Lewis & Dippenaar-Schoeman, 2014
- Mystaria soleil Lewis & Dippenaar-Schoeman, 2014
- Mystaria stakesbyi Lewis & Dippenaar-Schoeman, 2014
- Mystaria variabilis (Lessert, 1919)
  - Mystaria variabilis delesserti (Caporiacco, 1949)